# Xã Belle River, Quận Douglas, Minnesota
Xã Belle River (tiếng Anh: Belle River Township) là một xã thuộc quận Douglas, tiểu bang Minnesota, Hoa Kỳ. Năm 2010, dân số của xã này là 345 người.